# Euploea helcita
Espèce
Euploea helcita est un insecte lépidoptère  de la famille des  Nymphalidae, de la sous-famille des Danainae et du genre Euploea, endémique de Nouvelle-Calédonie.

## Dénomination
Euploea algea helcita puis Euploea helcita a été nommé par Jean-Baptiste Alphonse Dechauffour de Boisduval en 1852.

## Description
C'est un papillon marron plus ou moins foncé orné de petites taches claires formant une ligne submarginale doublée d'une seconde ligne aux postérieures et à l'apex des antérieures. Le revers est semblable.

### Chenille
Elle est blanchâtre avec une large bande verte sur le dos.

## Biologie

### Plantes hôtes
Les plantes hôtes de sa chenille sont des Apocynaceae.

## Écologie et distribution
Euploea helcita n'est présent qu'en Nouvelle-Calédonie aux iles Loyauté et à l'ile des pins,.

### Biotope
Il réside dans les jardins et en lisière de forêt.

### Protection
Pas de statut de protection particulier.